# Последовательная игра
Последовательная игра (англ. sequential game) — понятие теории игр; игра, в которой каждый игрок выбирает своё действие прежде, чем другие сделают свой ход. Важно, что у игроков, ходящих позже, имеется информация о ходах предыдущих игроков, чтобы разница во времени имела стратегический эффект.
Последовательные игры обычно представляются в виде дерева принятия решений из развернутой формы игры, так как они иллюстрируют последовательные аспекты игры. Это отличает их от одновременных игр, обычно изображаемых платёжной матрицей.
Примером последовательных игр являются шахматы, шашки, го, крестики-нолики и т. д.